# Grad Rothenthurn
Grad Rothenthurn leži v enakoimenovanem kraju v občini Špital ob Dravi v zahodnem delu avstrijske zvezne dežele Koroške.

## Zgodovina
Začetki gradu segajo najverjetneje v 11. stoletje. V tistem času je imela zgradba obliko stolpa oziroma je šlo za t. i. stolpast grad.  Grad je bil fevd grofov Ortenburških do njihovega izumrtja leta 1418, na katerem so gospodarili njihovi vazalni vitezi ali upravniki oziroma gradiščani. Nato so grad in posest kot deželno knežji fevd podedovali Celjski grofje, nato pa Goriški grofje. »Rdeči stolp«, po katerem ima grad in vas svoje ime, je bil kasneje dograjen v utrjeni dvor.  Okoli leta 1450 je ta dvor, kot deželnoknežji fevd pripadel družini  Kreuzer. Ta družina ga je potem odkupila, tako da je prvi v listinah zabeleženi lastnik bil leta 1478 Hans Kreuzer. Leta 1508 se kot kupec fevda omenja Johann Meixner. On se šteje tudi za graditelja modernega gradu. Njegova hči Barbara, ki je bila poročena  z Johannom  Ä. von Mannstorff, je dala svoje ime svetnice, kateri je bila leta 1525  posvečena grajska kapela tj. Sv. Barbari. Njena vnukinja Elizabeta je  s poroko grad prinesla Krištofu Khevenhüller-ju iz Aichelburga. Sredi 16. stoletja je grad v lasti  Khevenhüllerjev, ki so ga prepustili najemniku Ehrenholdt-u Eschey-u. Leta 1564 gospostvo pridobil Hans von Gschrey, vendar ga je že leta 1570 prodal Francu Balthasarju von Eschey. Rothenthurn ostane v lasti njegovih potomcev do leta 1662, ko ga je kupil Maria Salome baron von Aichelburg.  Potem so se lastniki pogosto menjavali.  Leta 1688 je bil lastnik Georg Sigmund baron von Mandorff,  1714 posest in plemiški sedež proda Princ Hannibal Alphons von Porcia  skupaj z viteškim fevdom grofije Ortenburg  Johannu Josefu von Grössing. Leta 1726 je lastnik  Johann Heinrich von Aineth, 1738 ponovno družina Mandorff. 1882 je bil grad v lasti družine grofov Normann-Ehrenfels, katerih prapravnuki so sedanji lastniki to je družina Pereira-Arnstein, ki grad in posest koristi kot grajski hotel.
Grad je dobil sedanjo obliko z dozidavami v 17. in 18. stoletju.  Najstarejši del kompleksa "Rdečega stolpa" je srednji del, katerega jedro verjetno sega v 11. stoletje. Sicer pa je bila stavba zgrajena predvsem v 16. in 17. stoletju, saj ima na upodobitvi  Valvasor-ja že sedanjo obliko. Leta 1882 je bila izvedena temeljita obnova, in takrat so tudi odkrili vzidan grb Khevenhüllerjev nad renesančnim portalom na zahodnem krilu gradu.